# لويز غوثري
لويز غوثري (بالإنجليزية: Louise Guthrie) هي عالمة نبات وفنانة جنوب أفريقية، ولدت في 10 أكتوبر 1879 في كيب تاون في جنوب أفريقيا، وتوفيت في 20 فبراير 1966.